# Arteriola

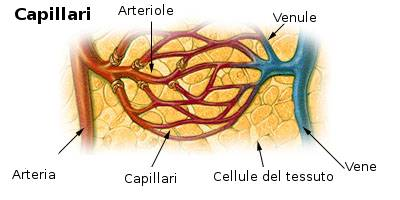
Arteriole e capillari

L'arteriola è un vaso sanguigno, di diametro molto piccolo (0,2 mm) che si estende e si dirama dalle arterie, precedendo i capillari.
Le arteriole possiedono una sottile parete muscolare (solitamente costituita da uno o due strati di muscolatura liscia) e costituiscono il sito principale della resistenza vascolare.
A spiegazione di ciò va detto che la pressione sanguigna nelle arterie è il risultato dell'interazione tra il volume di sangue pompato dal cuore al minuto e la resistenza vascolare, chiamata tecnicamente resistenza periferica totale.

## Fluttuazione naturale
La fluttuazione della pressione arteriosa è dovuta alla natura pulsatile della pressione cardiaca in uscita ed è determinata dall'interazione del volume del battito cardiaco con l'elasticità delle arterie principali.
In un sistema vascolare sano, l'endotelio (il rivestimento più interno delle arteriole e degli altri vasi sanguigni) si presenta sottile e rilassato; questa condizione è determinata da una notevole produzione di ossido nitrico nelle cellule dell'endotelio, le cui reazioni biochimiche sono regolate da un complesso sistema costituito da polifenoli, enzimi (del tipo sintasi dell'acido nitrico) e L-arginina.

## Patologia e cura
Qualsiasi patologia che porta alla compressione del flusso sanguigno, come la stenosi, condurrà ad un aumento della resistenza periferica totale e quindi ad ipertensione.
La contrazione muscolare delle arteriole può essere il bersaglio di farmaci che abbassano la pressione arteriosa (antipertensivi), come ad esempio la nifedipina e la nicardipina che bloccano il trasporto del calcio nella tunica muscolare delle arteriole, portando ad un loro rilassamento. Ciò fa sì che diminuisca la resistenza al flusso nei vasi periferici, con un generale abbassamento della pressione sistemica totale.